# Ross Hyett
Ross Hyett (ur. 3 czerwca 1953) – brytyjski kierowca wyścigowy.

## Kariera
Hyett rozpoczął karierę w międzynarodowych wyścigach samochodowych w 1989 roku od startów w klasie C2 24-godzinnego wyścigu Le Mans, gdzie uplasował się na drugim miejscu. Rok później w klasie C2 był trzeci.